# Pareumenes imperatrix
Pareumenes imperatrix är en stekelart som först beskrevs av Smith 1857.  Pareumenes imperatrix ingår i släktet Pareumenes och familjen Eumenidae. Inga underarter finns listade i Catalogue of Life.